# ألبرتو أغيلار
ألبرتو أغيلار (بالإسبانية: Alberto Aguilar Suárez) هو منافس ألعاب قوى فنزويلي، ولد في 9 مارس 1985 في سان‌ فرناندو دي أبوري في فنزويلا.

## وصلات خارجية
- ألبرتو أغيلار على موقع الاتحاد الدولي لألعاب القوى (الإنجليزية)
- ألبرتو أغيلار على موقع اللجنة الأولمبية الدولية (الإنجليزية)
- ألبرتو أغيلار على موقع أوليمبيديا (الإنجليزية)